# Yūzō Tamura
Yūzō Tamura (jap. 田村 雄三 Tamura Yūzō; ur. 7 grudnia 1982) – japoński piłkarz występujący na pozycji pomocnika.

## Kariera klubowa
Od 2005 do 2010 roku występował w klubie Shonan Bellmare.